# 高觿
高觿（1238年—1290年），字彦解，元朝官员，渤海人后裔，祖先迁居上党（今山西省长治市）。
他的父亲高守忠为千户，阵亡，他以功臣之子事奉忽必烈，充任宿卫，备受亲任。至元初年，忽必烈立燕王真金为皇太子，让高觿掌艺文，兼领中酝、宫卫监门事，监作皇太子宫，规制有法，忽必烈嘉赏他，赐名失剌。任命为工部侍郎。
1282年三月，忽必烈与太子真金去上都，丞相阿合马留守大都。千户王著与僧人高和尚合谋，企图杀死阿合马。计划在十七日晚结集八十余人，伪装太子，乘夜入城；并先派蕃僧二人去中书省，假说太子真金今晚要与国师来做佛事，骗阿合马出来迎接时把他杀死。二僧人到中书省，高觿怀疑有诈，逮捕二僧，与尚书忙兀儿、张九思聚集卫士戒备。午间，千户王著假传太子令旨，召枢密副使张易发兵，夜间来会。张易领兵至宫外。高觿问原因，张易回答，夜后当自见。又低语说：“皇太子来诛阿合马也。”夜间，王著见阿合马，说太子将到，命中书省官到宫前迎候。阿合马派右司郎中脱欢察儿等数骑先迎，与王著、高和尚相遇。王著手下一人假装太子，杀脱欢察儿等，夺马南入健德门，直至东宫前。夜二鼓，高觿等望见烛笼仪仗，人马齐来。一人至宫门前呼开门。高觿等说，“皇太子平日不曾走此门，今何来此？”王著等人至南门。阿合马等来迎，王著击啥阿合马。又杀死左丞郝祯，逮捕右丞张惠。张九思、高觿等发觉有诈，聚集卫士来攻，高和尚等逃走。王著就擒。当日黎明，也先帖木儿与高觿等往上都奏报。忽必烈命人在高梁河捕获高和尚。王著、高和尚和张易都被处死。事后，高觿转任同知大都留守司事，出任河南等路宣慰使，病故。